# پایین محله ناصرکیاده
پایین محله ناصرکیاده، روستایی از توابع بخش رودبنه شهرستان لاهیجان در استان گیلان ایران است.
این روستا از مزارع به تالاب امیرکلایه که در میان روستاییان به شالکول معروف است راه دارد.این روستا با ساحل دریای خزر فاصله چندانی ندارد.

## بازارهای هفتگانه
شاليكاران منطقه همين‌كه از كار نشاء و وجين شاليزارهایشان فارغ ميشوند، اين بازارها را برپا میکنند. اين بازار تا زمان برداشت و درو برنج ادامه دارد. زمان برداشت كه فرا ميرسد، بازار برچيده ميشود. از زمان برپایی و تا زمان برچيدن بازار، كشاورزان حدود پنجاه روز فرصت دارند و معمولاً در اين مدت معين و محدود، هفت بار اين بازار در حياط وسيع و پر از چمن بقعه آقاسيدرضاكيا برپا ميشود. مردم منطقه سعی میکنند بنا به سنت ديرين خانوادگی، لااقل در يكی از بازارها شركت كنند.
در اين بازار مانند همه بازارهای محلی همه جور كالا فروخته ميشود و متوليان بقعه محل بنا به رسم پيشين بخشی از حياط وسيع بقعه را به بازاريان اختصاص ميدهند تا بتوانند كالا‌های خود را بساط كنند. اما آن‌چه به اين بازار اهميت ويژه می‌دهد، برپايی آن در شب است كه از اين لحاظ هم زيبا و هم بی‌نظير است. بازارها، فقط در شب‌های جمعه و با اقامه اذان مغرب شروع و تا پاسی از نيمه شب ادامه دارند. از ديگر ويژگی‌های منحصر به فرد، وجود دكه‌های قصابی است كه تقريباً پردرآمد‌ترين بساط‌های بازار هستند. در هر دكه‌ایی يک يا دو گاو سلاخی شده آويزان است و در كنار دكه، مجمرهای بزرگ آتش نيز قرار دارد.
تمام كسانی‌ كه در اين بازارها شركت می‌كنند، در واقع زائر بقعه آقاسیدرضاکیا هستند، به همين جهت تمام رفتار و كردارهایشان در آن زمان و مكان خاص نوعی مناسک به حساب مي‌آيد. بيشترين بخش حياط بقعه، اختصاص به خانواده‌ها دارد و هر خانواده‌ای بنا به ميزان جمعيت خود در حياط برای خوردن شام فرش و سفره پهن ميکنند. معمولاً برنج را در خانه طبخ و باقي غذای شام را از دكه‌های قصابی تهيه مي‌كنند. بعد از خوردن شام هر كس به كاری مشغول ميشود، زيارت بقعه و خواندن ادعيه و تا خريد كالا از بازار. در بازار هر خانواده يا شخصی كالايی را به جهت تبرک و تيمن خريداری ميكند. معمولاً پيش از خريد هر چيزی نيت ميکند. مثلاً مادری پيش از تولد نوزادش، لباس يا عروسكی می‌خرد يا برای پسران و دختران مجرد به نيت عروسی چيزی خريداری میکنند.بعد از شیوع ویروس کرونا این بازار دیگر برگزار نشد.

## امکانات
این روستا دارای پست بانک ،خانه بهداشت،اداره مخابرات است.دبستان زنده یاد مترجم نظام مدنی در این روستا قرار دارد.

## بقعه آقاسیدرضاکیا
بقعه آقاسیدرضاکیا معروف به آسیدبر که هرساله میزبان جمعیت زیادی از مردم برای زیارت و بازارهای هفتگانه است در کنار مسجد جامع این روستا قرار دارد.ساختمان بقعه بعد از آتش سوزی در سال ۱۳۸۶ توسط اداره اوقاف شهرستان لاهیجان بازسازی شد.مسجد جامع روستا نیز که در جنب این بقعه قرار دارد پس از آتش سوزی بازسازی شد.

## جمعیت
این روستا در دهستان شیرجوپشت قرار دارد و براساس سرشماری مرکز آمار ایران در سال ۱۳۸۵، جمعیت آن ۵۱۱ نفر (۱۵۳خانوار) بوده‌است.